# Joseph Sayers
Joseph Sayers (n. 15 de octubre de 1983 en Lakewood, Nueva York) es un modelo, más conocido por su sesión de fotos para la marca Abercrombie and Fitch Quarterly, fotografiado por Bruce Weber. Ha experimentado grandes cambios en el mundo del comercio de la moda.
Joseph ha sido portada de notables campañas para Ropa interior masculina fotografiado por Richard Phibbs, DSquared fotografiado por Steven Klein y Macy's. El poso junto a Lucas Kerr peleando en lucha, fotografiado por Steven Klein para la revista Vogue Francesa, Gentlemen's Options (David Byun), Artistic Tile (Joseph Oppedisano), Men's Journal (Aaron Goodman), Numéro (Alexei Hay), Instinct, Cosmogirl, XY and Blue magazines. Fue también fotografiado por Randall Mesdon and Tony Duran junto a una lista de modelos.
Apareció en un Comercial de televisión en el canal ESPN, en un video para Redken, y para el videoclip de Pet Shop Boys.[1]
Joseph Sayers fue descubierto en un website ModelSwim por Adam Silver de Silver Model Management en Ciudad de Nueva York. Después, Sayers trabajo con el agente Jason Kanner del Major Model Management para el modelismo.
- Datos: Q6286853